# Бернардо Ачага
Берна́рдо Ача́га (исп. Bernardo Atxaga), настоящее имя Хосе или Хосеба Ирасу Гармендиа (исп. и баск. Jose Irazu Garmendia; род. 27 июля 1951, Астеасу, Гипускоа, Страна Басков) — баскский писатель, пишет на испанском и баскском языках, крупнейший представитель современной баскской литературы.

## Биография
Закончил экономический факультет Университета Бильбао. Сменил несколько занятий (преподаватель баскского языка, экономист, книготорговец), прежде чем с 1980 года целиком посвятить себя писательству. Вместе с Хосебой Саррионандией, Хоном Хуаристи и др. входил в авангардистскую группу Потт. Первый его роман «О городе» появился в 1976 году, книга стихов «Эфиопия» — в 1978 году. Настоящую славу ему принёс роман в новеллах «Обабакоак» («О нас, людях из Обабы», 1988), получивший Национальную премию по прозе, премию Страны Басков и Премию критики, переведенный более чем на 20 языков и экранизированный в 2006 году Мончо Армендарисом.

## Творчество
Проза Ачаги посвящена постепенному исчезновению фантастического мира городка, затерянного в баскской провинции. Он — автор нескольких драм, киносценариев, книг для детей, переводчик (переводит свои произведения на испанский, а также перевел Робинзона Крузо Д.Дефо).

## Избранные произведения

### Романы
- Ziutateaz / О городе (1976)
- Obabakoak / О нас, людях из Обабы (1988)
- Behi euskaldun baten memoriak/Воспоминания баскской коровы (1991)
- Gizona bere bakardadean/ Одинокий мужчина (1993)
- Zeru horiek/ Одинокая женщина (1996)
- Lista de locos y otros alfabetos/ Список сумасшедших и другие азбучные истины (1998)
- Soinujolearen semea (El hijo del acordeonista)/ Сын аккордеониста (2003, рус. пер. 2006)

### Новеллы
- Bi anai/ Два брата (1985)
- Bi letter jaso nituen oso denbora gutxian/ Два письма, полученных в самое неподходящее время (1985)
- Sara izeneko gizona/ Человек по имени Сара (1996)

### Стихотворения
- Etiopia/ Эфиопия (1978)
- Henry Bengoa Inventarium/ Инвентарь Анри Бергсона (1986)
- Poemas & híbridos/ Стихотворения и гибриды (1990)
- Nueva Etiopia/ Новая Эфиопия (1997)

### Произведения для детей
Серия о собаке Шоле:
- Xolak badu lehoien berri / Шола узнаёт о львах (1995)
- Xola eta basurdeak / Шола и кабаны (1996)
- Xola eta Angelito / Шола и Анхелито (2004)
- Xola eta Ameriketako izeba / Шола и тётя из Америки (2011)
- Xola eta lapurra / Шола и вор (2015)

## Признание
Четырёхкратный лауреат Баскской литературной премии (1989, 1991, 1996, 1997), премии Ассоциации парижских книготорговцев «Millepages» (1991) , премии Гринцане Кавур (2008) и др. наград. Член Королевской академии баскского языка (2006).